# Фонограмма (лингвистика)
Фоногра́мма (звуковой знак) — графема, соответствующая фонеме или комбинации фонем, например, как буквы латинского алфавита или японского кана. Противопоставлена логограмме. Из фонограмм состоит фонетическое письмо (фонография).

## В египетском языке
В письменности Древнего Египта различают три типа фонограмм:
1. Односогласные (иначе — алфавитные знаки, наиболее часто встречающиеся), обозначали один согласный звук, например f, r.
2. Двусогласные знаки, обозначали два согласных звука, например, m + n (или, кратко, mn); p + r (pr).
3. Трёхсогласные знаки, обозначали три согласных звука, например, n + f + r (nfr); H + t + p (Htp).